# Vaudemange
Vaudemange ist eine französische Gemeinde mit 340 Einwohnern (Stand: 1. Januar 2022) im Département Marne in der Region Grand Est (vor 2016: Champagne-Ardenne). Die Gemeinde gehört zum Arrondissement Reims und zum Kanton Mourmelon-Vesle et Monts de Champagne.

## Geographie
Vaudemange liegt etwa 24 Kilometer südsüdöstlich des Stadtzentrums von Reims am Marne-Seitenkanal. Umgeben wird Vaudemange von den Nachbargemeinden Billy-le-Grand im Norden, Livry-Louvercy im Osten, Les Grandes-Loges im Süden und Südosten, Aigny im Süden und Südwesten, Isse im Westen und Südwesten, Ambonnay im Westen sowie Trépail im Nordwesten.

## Bevölkerungsentwicklung
| Jahr                       | 1962 | 1968 | 1975 | 1982 | 1990 | 1999 | 2006 | 2018 |
| Einwohner                  | 162  | 196  | 219  | 196  | 185  | 207  | 298  | 316  |
| Quellen: Cassini und INSEE |      |      |      |      |      |      |      |      |

## Sehenswürdigkeiten

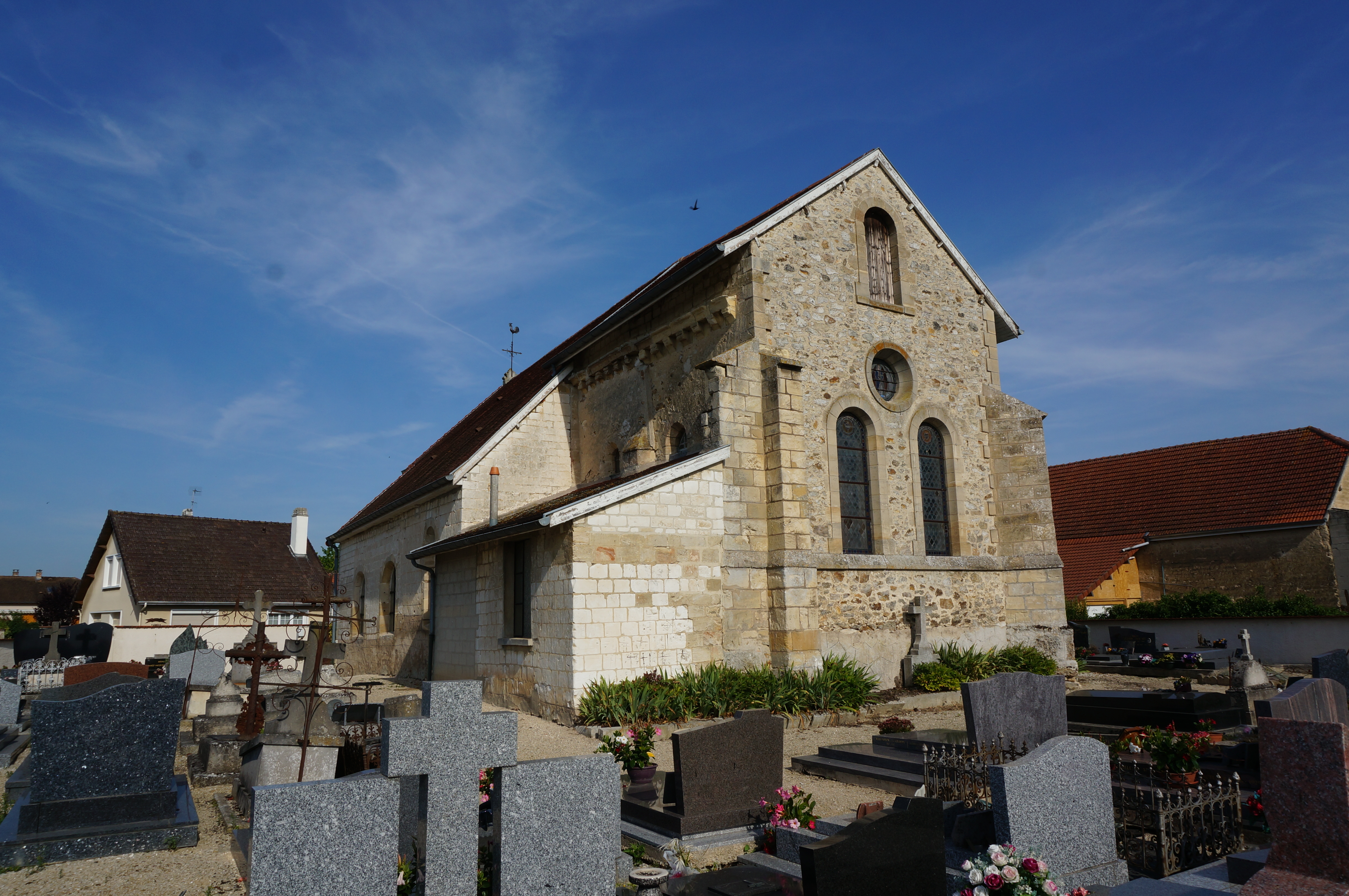
Kirche Saint-Hippolyte

- Kirche Saint-Hippolyte